# 檜垣産業

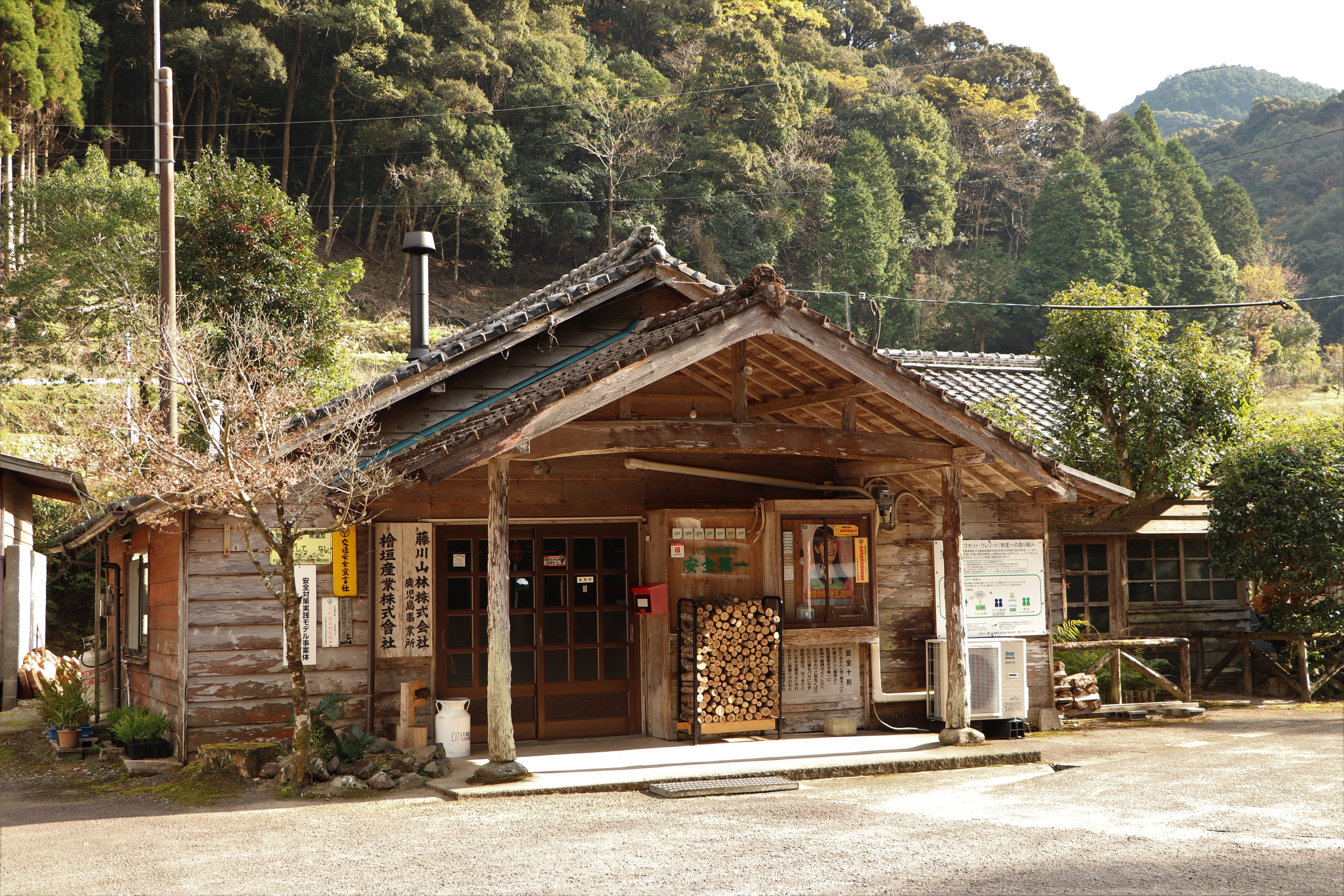
鹿児島事業所（薩摩川内市東郷町藤川）

檜垣産業株式会社（ひがきさんぎょう）は、愛媛県今治市小浦町に本社を置き、鋼材･船舶資材販売などを行う企業。今治造船のグループ会社である。

## 主要事業
- 鋼材･船舶資材販売業
- 石油製品類販売業（愛媛県今治市･西条市、香川県丸亀市、広島県三原市でガソリンスタンドを運営）
- 機械整備業
- 保険代理店業
- 船舶貸渡業（船主）
- 不動産業
- 売電業
- 山林業

## 事業所
- 本社 - 愛媛県今治市小浦町1丁目4番52号
- 西条営業所 - 愛媛県西条市船屋乙24番地2
- 丸亀営業所 - 香川県丸亀市昭和町9番地
- 広島営業所 - 広島県三原市幸崎能地2丁目1番1号
- 鹿児島事業所 - 鹿児島県薩摩川内市東郷町藤川2696

## 沿革
- 1966年1月 - 設立。鋼材・船舶資材販売業及び保険代理店業を開始。
- 1970年3月 - 近海貨物船「正島丸」を購入し、海運業を開始。
- 1974年6月 - 香川県丸亀市に丸亀給油所（現・丸亀営業所）を開設し、石油製品販売業を開始。
- 1985年3月 - 愛媛県西条市の小松ゴルフを買収し、ゴルフ場の運営を開始。
- 1987年12月 - 愛媛県今治市に旭方給油所（現・糸山給油所）を開設。
- 1990年3月 - 鹿児島県東郷町にて山林750ヘクタールを購入、藤川山林株式会社を設立し育林事業を開始。
- 1999年6月 - 愛媛県西条市に西条営業所を開設。
- 2008年4月 - 重機械設備のメンテナンスサービス業を開始。
- 2014年6月 - 広島県三原市に広島営業所を開設。
- 2015年6月 - 四国において最大級の太陽光発電所である西条小松太陽光発電所（小松ゴルフ場跡地）が稼動開始し、売電事業を開始[3]。
- 2018年
  - 1月 - 広島県三原市に三原給油所を開設。
  - 12月 - 横河電機子会社の横河電子機器（現・YDKテクノロジーズ）を買収[4]。

## 関連会社
- 藤川山林（山林管理、J-VER・J-クレジットの販売等）
- YDKテクノロジーズ（航海機器･航空燃料機器等の製造･販売）